# Marianne Stokes
Marianne Stokes (n. 19 ianuarie 1855, Graz, Imperiul Austriac – d. 13 august 1927, Londra, Anglia, Regatul Unit) a fost o pictoriță austriacă stabilită la Londra.

## Viață, operă
A studiat la Academia de Arte Frumoase din München. Primele ei lucrări au fost realizate în stilul Școlii de la München.
În perioada Belle Époque a întreprins împreună cu soțul ei Adrian Stokes mai multe călătorii. După o călătorie în Carpați cei doi au editat în anul 1909 la Londra albumul intitulat Hungary. 

## Galerie de imagini

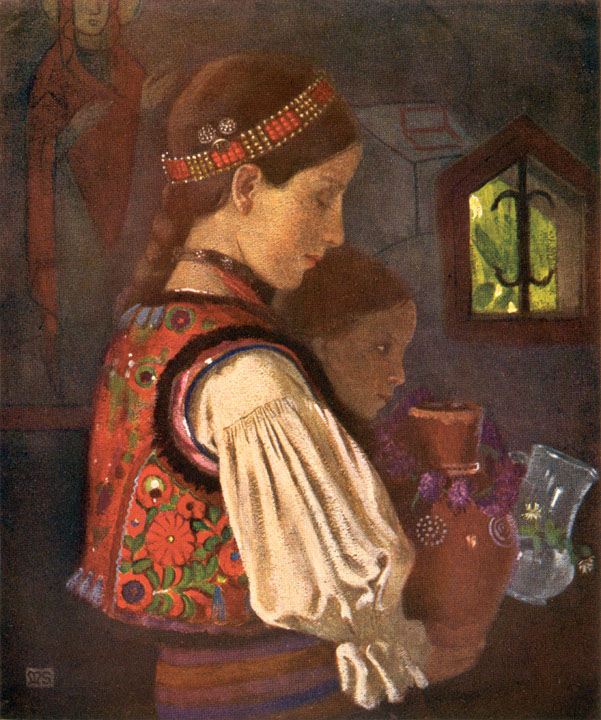
Copii români aducând apă în Biserica greco-catolică din Desești, pentru a fi sfințită (1909)

## Articole conexe
- Art Nouveau
- Listă de artiști plastici și arhitecți austrieci
- Secesiunea vieneză